# Obština Straldža
Obština Straldža (bulharsky Община Стралджа) je bulharská jednotka územní samosprávy v Jambolské oblasti. Leží v jihovýchodním Bulharsku, ve východní části Slivenské kotliny, jedné ze Zabalkánských kotlin, mezi jižním úpatím Staré planiny a severozápadními výběžky pohoří Strandža. Sídlem obštiny je město Straldža, kromě něj zahrnuje obština 21 vesnic. Žije zde přes 11 tisíc stálých obyvatel.

## Sídla
| - Alexandrovo - Atolovo - Bogorovo - Čarda - Džinot - Irečekovo - Kamenec - Lejarovo | - Ljulin - Lozenec - Malenovo - Neďalsko - Palauzovo - Părvenec - Poljana - Pravdino | - Saransko - Straldža (sídlo správy) - Tamarino - Vodeničane - Vojnika - Zimnica |

## Sousední obštiny
| Růžice kompasu | Sliven  | Kotel            | Sungurlare | Růžice kompasu |
| Růžice kompasu | Tundža  | Sever            | Karnobat   | Růžice kompasu |
| Růžice kompasu | Tundža  | Obština Straldža | Karnobat   | Růžice kompasu |
| Růžice kompasu | Tundža  | Jih              | Karnobat   | Růžice kompasu |
| Růžice kompasu | Elchovo | Boljarovo        | Sredec     | Růžice kompasu |

## Obyvatelstvo
V obštině žije 11 553 stálých obyvatel a včetně přechodně hlášených obyvatel 13 143. Podle sčítáni 1. února 2011 bylo národnostní složení následující:
- Bulhaři: 9 866 (77.9 %)
- Romové: 2 403 (19.0 %)
- Turci: 241 (1.9 %)
- ostatní: 152 (1.2 %)